# Condado de Benton (Oregón)
El condado de Benton es uno de los 36 condados del estado de Oregón, Estados Unidos. La sede del condado es Corvallis, al igual que su mayor ciudad. El condado tiene un área de 1.759 km² (de los cuales 6 km² están cubiertos por agua) y una población de 78.153 habitantes, para una densidad de población de 45 hab/km² (según censo nacional de 2000). Este condado fue fundado en 1847.

## Demografía
Para el censo de 2000, había 78.153 personas, 30.145 cabezas de familia, y 18.237 familias residiendo en el condado. La densidad de población era de 116 habitantes por milla cuadrada.
La composición racial del condado era:
- 89,16% blancos
- 0,84% negros o negros americanos
- 0,79% nativos americanos
- 4,49% asiáticos
- 0,24% isleños
- 1,92% otras razas
- 2,56% de dos o más razas.

Había 30.145 cabezas de familia, de las cuales el 28,40% tenían menores de 18 años viviendo con ellas, el 50,40% eran parejas casadas viviendo juntas, el 7,20% eran mujeres cabeza de familia monoparental (sin cónyuge), y 39,50% no eran familias.
El tamaño promedio de una familia era de 2,95 miembros.
En el condado el 21,30% de la población tenía menos de 18 años, el 20,20% tenía de 18 a 24 años, el 26,70% tenía de 25 a 44, el 21,40% de 45 a 64, y el 10,30% eran mayores de 65 años. La edad promedio era de 31 años. Por cada 100 mujeres había 99,10 hombres. Por cada 100 mujeres mayores de 18 años había 97,80 hombres.

## Economía
Los ingresos medios de una cabeza de familia del condado eran de USD$41.897 y el ingreso medio familiar era de $56.319. Los hombres tenían unos ingresos medios de $42.018 frente a $29.795 de las mujeres. El ingreso per cápita del condado era de $21.868. El 6,80% de las familias y el 14,60% de la población estaban debajo de la línea de pobreza. Del total de gente en esta situación, 10,60% tenían menos de 18 y el 4,90% tenían 65 años o más.

## Localidades

### Ciudades
- Adair Village
- Albany (gran parte en el condado de Linn)
- Corvallis
- Monroe
- Philomath

### Lugares designados por el censo
- Alpine
- Alsea
- Bellfountain
- Blodgett
- Kings Valley